# Hva' ka' man få for en ti'er
"Hva' ka' man få for en ti'er" er en sang af det danske band Shu-bi-dua fra deres album Shu-bi-dua 2. Sangen, som er udgivet i midten af 1970'erne, beskriver den høje inflation – og dermed mindre købekraft – der kendetegnede årtiet, især ved omkvædet "hva' ka' man få for en tier?/man ka' få pis og papir", altså, pengene var blevet væsentligt mindre værd end de havde været få år forinden; underlødigt understreget af af fortsættelsen af samme omkvæd (som varieres for hvert vers): "hundred spir for lidt lir".
| Musik | Spire Denne musikartikel er en spire som bør udbygges. Du er velkommen til at hjælpe Wikipedia ved at udvide den. |